# David Relaño Luque
David Relaño Luque (n. Andújar, Jaén; 22 de abril de 1982), más conocido como Relaño, es un exfutbolista que jugaba en la demarcación de portero. Desde 2013 es entrenador de porteros del Real Betis.

## Trayectoria
Formó parte de las categorías inferiores del Real Betis Balompié desde los 15 años, siendo portero del equipo filial durante varias temporadas.
En el año 2004 pudo debutar en Primera de la mano del entrenador Víctor Fernández. Su debut se produjo en un partido en La Romareda, frente al Real Zaragoza, dónde el portero titular, Koke Contreras, fue expulsado. 
Al año siguiente se marchó cedido al CF Badalona, dónde se convirtió en el portero titular del equipo, para volver a la primera plantilla bética al año siguiente.
Esa temporada no disputó ningún partido y volvió a Badalona, esta vez no jugó y comenzó su periplo por Segunda B. 
En la 2007-08, fue portero titular del CD Baza y al año siguiente del Terrassa FC.
Tras eso pasó por el Sangonera (actual Lorca Atlético CF) y CD Alcalá para acabar en el AD Ceuta.
Con tan solo 29 años, decide "colgar las botas", y dedicarse a ser entrenador. Por lo que, en verano de 2013, se anuncia su unión a la disciplina bética, como entrenador de porteros, para sustituir al mítico Esnaola tras su retirada.

## Selección nacional
Relaño formó parte del equipo nacional sub-16 que disputó el Europeo Sub-16 de 1999. En dicho torneo, disputado en la República Checa, el conjunto español se proclamó campeón frente a Polonia, donde Relaño fue suplente de Pepe Reina.

## Clubes
| Club                    | País   | Año       | Partidos |
| ----------------------- | ------ | --------- | -------- |
| Real Betis Balompié "B" | España | 2001-2004 | 28       |
| Real Betis Balompié     | España | 2004      | 1        |
| CF Badalona             | España | 2004-2007 | 33       |
| CD Baza                 | España | 2007-2008 | 37       |
| Terrassa FC             | España | 2008-2009 | 36       |
| Sangonera Atlético CF   | España | 2009-2010 | 16       |
| CD Alcalá               | España | 2010-2011 | 25       |
| AD Ceuta                | España | 2011-2012 | 8        |